# 乳酸カリウム
乳酸カリウム(Potassium lactate)は、化学式KC3H5O3の化合物である。乳酸のカリウム塩である。糖を発酵させて生じる乳酸を中和することで生じる。E番号326が与えられている。通常、60%固体の液体として生成するが、固体分は78%までになる。
乳酸カリウムは幅広い抗菌作用を持ち、肉類の賞味期限を延ばし、また安全性を高めるために用いられる。
さらに、乳酸カリウムは、ファースト・アラート社製のツンドラ消火器の消火剤としても用いられている。